# Toinen
Toinen è un brano musicale della cantante finlandese Jenni Vartiainen, estratto come terzo singolo dal suo album di debutto Ihmisten edessä. Toinen è stato pubblicato il 3 dicembre 2007 su iTunes.
Il singolo è entrato in classifica alla diciottesima posizione e ha raggiunto la tredicesima, il suo attuale picco, nella sua quarta settimana in classifica. Ha mantenuto la posizione per un'altra settimana, ed è rimasto in classifica per sette settimane in totale.

## Tracce
1. Toinen – 4:04

## Classifiche
| Classifica (2008) | Posizione massima |
| ----------------- | ----------------- |
| Finlandia         | 13                |